# Juan Álvez
Juan Álvez, vollständiger Name Juan Daniel Álvez Ortiz, (* 21. August 1983 in Montevideo) ist ein uruguayischer Fußballspieler.

## Karriere

### Verein
Der 1,74 Meter große Defensivakteur Álvez stand zu Beginn seiner Karriere von der Clausura 2003 bis einschließlich der Clausura 2008 in Reihen des uruguayischen Erstligisten Montevideo Wanderers. Im Juli 2008 wechselte er zum Ligarivalen Liverpool Montevideo. Bis Anfang Januar 2012, als er den Klub verließ, bestritt er mindestens 71 Partien in der Primera División (2008/09: keine Daten vorliegend; 2009/10: 26 Spiele/kein Tor; 2010/11: 30/1; 2011/12: 15/0) und zwei Begegnungen (kein Tor) der Copa Libertadores. Ab der Clausura 2012 spielte er dann für den Club Atlético Peñarol. In jener Halbserie lief er viermal (kein Tor) in der höchsten uruguayischen Spielklasse auf. In der Folgesaison 2012/13 trug er mit drei Erstligaeinsätzen (kein Tor) zum Gewinn des uruguayischen Landesmeistertitels bei. Auch sechs Spiele (kein Tor) in der Copa Libertadores stehen für ihn bei den „Aurinegros“ zu Buche. In der zweiten Januarhälfte 2013 schloss er sich Centro Atlético Fénix an, absolvierte in der Clausura 14 (ein Tor) und in der Spielzeit 2013/14 30 Erstligapartien (kein Tor) für seinen Arbeitgeber. In der Saison 2014/15 wurde er 29-mal (ein Tor) in der Primera División eingesetzt. Während der Spielzeit 2015/16 sind 29 weitere Erstligaeinsätze (kein Tor) für ihn verzeichnet. In der Saison 2016 kam er 15-mal (kein Tor) in der Liga und zweimal (kein Tor) in der Copa Sudamericana 2016 zum Einsatz. Während der laufenden Spielzeit 2017 stehen bislang (Stand: 10. August 2017) 22 Erstligaeinsätze (kein Tor) für ihn zu Buche.

### Erfolge
- Uruguayischer Meister: 2012/13